# Lactuca hirsuta
Lactuca hirsuta là một loài thực vật có hoa trong họ Cúc. Loài này được Muhl. ex Nutt. mô tả khoa học đầu tiên năm 1818.